# Rosalie Rendu
Rosalie Rendu, DC (9. září 1786, Confort – 7. února 1856, Paříž) byla francouzská římskokatolická řeholnice, členka kongregace Milosrdných sester svatého Vincence de Paul. Katolická církev ji uctívá jako blahoslavenou.

## Život

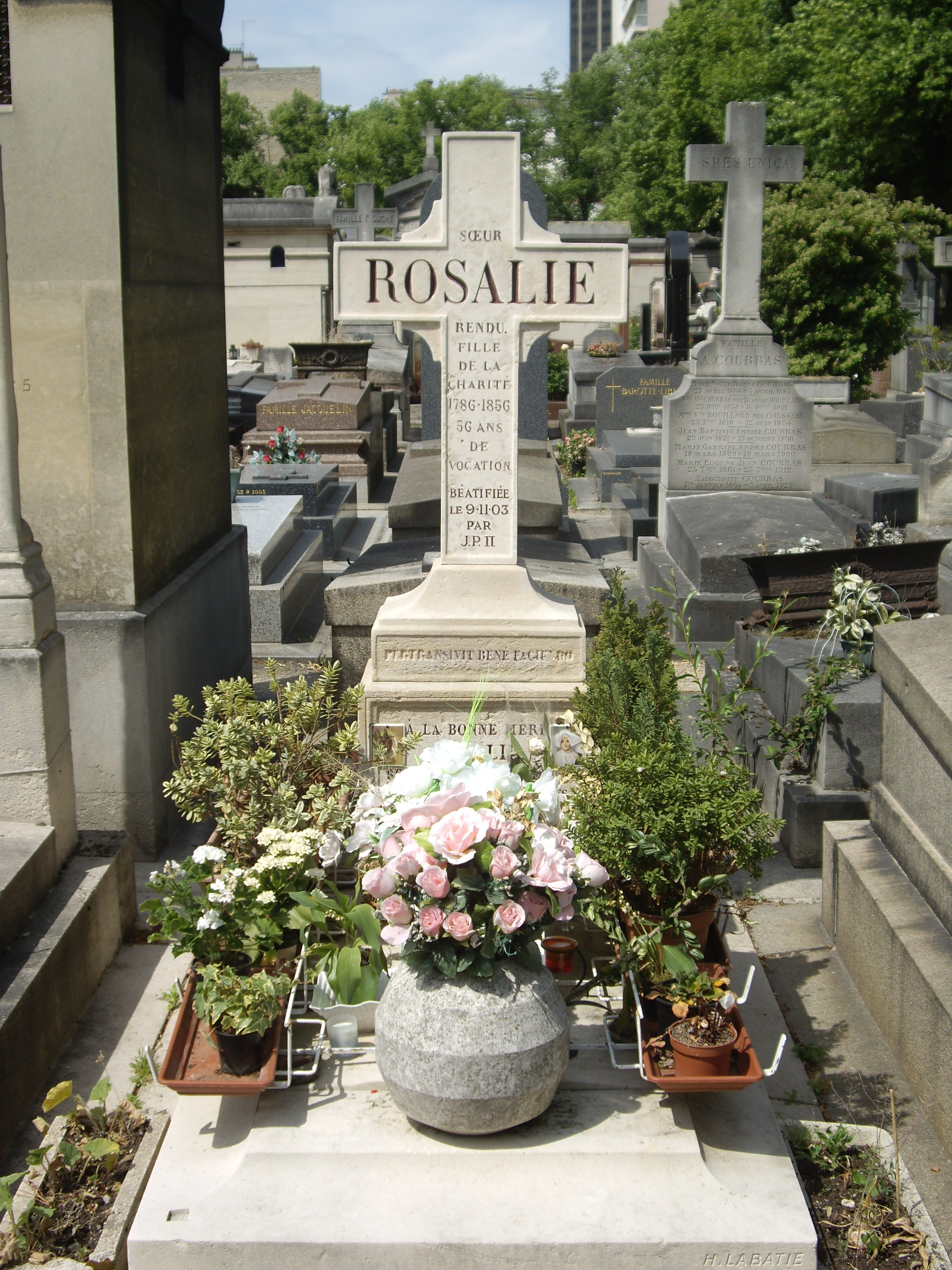
Její hrobka na hřbitově hřbitově Montparnasse v Paříži

Narodila se dne 9. září 1786 v Confortu do rodiny bohatých farmářů jako nejstarší ze čtyř dětí. Jejím kmotrem byl Jacques Émery, rodinný přítel a budoucí generální představený Společnosti kněží ze Saint-Sulpice v Paříži. Když vypukla velká francouzská revoluce, byly jí tři roky. Dům, ve kterém žila, se stal útočištěm duchovních, kteří se stavěli proti občanské ústavě kléru. První svaté přijímání přijala jedné noci ve sklepě svého domu při světle svíček. Dne 12. května 1796 její otec zemřel a následujícího 19. července zemřela ve věku čtyř měsíců její nejmladší sestra.
Ve třinácti letech opustila rodinu a připojila se k sestrám uršulinkám v Gexu, kde se učila různým dovednostem. Zde také poznala kongregaci Milosrdných sester svatého Vincence de Paul, která tu spravovala nemocnici, a rozhodla se do kongregace vstoupit. Dne 25. května 1802 u nich zahájila svůj noviciát a roku 1807 složila své řeholní sliby. Poté byla poslána do čtvrti rue Mouffetard kde pak 54 let žila při kostele sv. Medarda a sloužila všem chudým a potřebným. Během svého působení zde zřídila mnoho dobročinných institucí a institucí sociální vybavenosti, jako např. školu, lékárnu, domov pro seniory, sirotčinec, atd.
V roce 1815 se stala představenou zdejší řeholní komunity. Byla také pověřena vedením postulantek. Kolem roku 1833 potkala bl. Frédérica Ozanama a podílela se s ním na vytvoření Společnosti svatého Vincence de Paul. V roce 1852 ji císař Napoleon III. vyznamenal Řádem čestné legie. Tuto poctu zprvu odmítala přijmout, avšak byla k tomu přiměna svými představenými.
Zemřela dne 7. února 1856 ve věku 69 let po krátké nemoci v domě na rue de l'Épée-de-Bois v Paříži. Po pohřbu v kostele sv. Medarda na rue Mouffetard, kde působila, byly její ostatky uloženy na hřbitov Montparnasse.

## Úcta
Dne 24. dubna 2001 ji papež sv. Jan Pavel II. podepsáním dekretu o jejích hrdinských ctnostech prohlásil za ctihodnou. Dne 12. dubna 2003 byl uznán zázrak na její přímluvu, potřebný pro její blahořečení.
Blahořečena pak byla dne 9. listopadu 2003 na Svatopetrském náměstí papežem sv. Janem Pavlem II.
Její památka je připomínána 7. února. Bývá zobrazována v řeholním oděvu.